# Susan J. Douglas

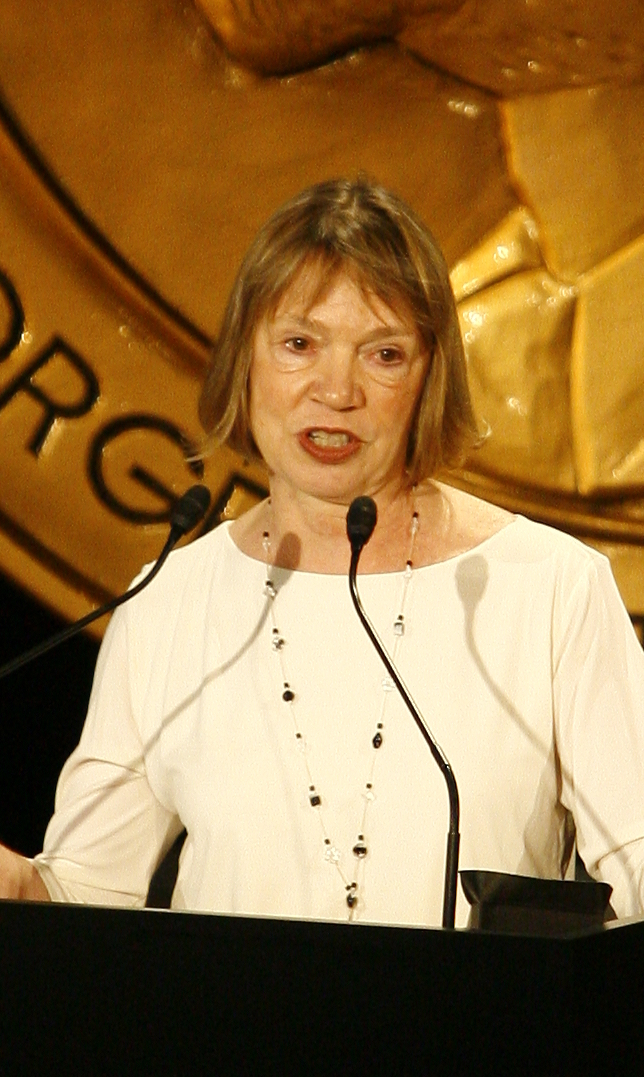
Susan J. Douglas

Susan Jeanne Douglas (* 1950) ist eine amerikanische Medienwissenschaftlerin, die sich insbesondere mit Genderfragen beschäftigt und sich als public intellectual betätigt. Sie hat derzeit eine Professur an der University of Michigan at Ann Arbor inne, wo sie Dekanin der Fakultät für Kommunikationswissenschaften ist.
Douglas ist verheiratet und hat eine Tochter.
Douglas hat 1979 an der Brown University in American Civilization promoviert und hat zunächst am Hampshire College gelehrt.
Sie hat unter anderem in The Nation, The Village Voice, Ms. und der Washington Post. In In These Times hat sie eine monatliche Kolumne.

## Werke
- Enlightened Sexism: The Seductive Message that Feminism's Work Is Done (2010)
- The Mommy Myth: The Idealization of Motherhood and How It Has Undermined All Women, (mit Meredith Michaels, 2005)
- Listening In: Radio And The American Imagination (1999)
- Where the Girls Are: Growing Up Female with the Mass Media (1994)
- Inventing American Broadcasting, 1899–1922 (Johns Hopkins Studies in the History of Technology, 1989)